# Бабангида, Аруна
Ару́на Бабанги́да (англ. Haruna Babangida; 1 октября 1982, Кадуна, Нигерия) — нигерийский футболист, полузащитник.

## Биография

### Клубная карьера
В возрасте 7 лет начал заниматься футболом в школе «Шутинг Старз». В возрасте 13 лет уехал в Амстердам, где его талант открыли скауты «Аякса». В юношеской команде забил 15 мячей в 30 матчах. В Амстердаме остался всего на один сезон.
Скауты «Барселоны» заметили его и он перешёл в одну из самых известных школ в Европе. В первой команде «Барсы», дебютировал в возрасте 15 лет и 9 месяцев в товарищеском матче с «АГОВ Апелдорн». В конце лета 2002 года отправился в аренду в клуб Сегунды «Террасу», где провёл 38 матчей и забил 5 мячей. Позже он играл в аренде в «Кадисе».
Летом 2004 он разорвал долгосрочный контракт с «Барселоной» и начал поиск нового клуба. Он нашёл новый клуб, это был украинский клуб «Металлург» из Донецка. Он сыграл только в 8 матчах и забил 2 гола («Волыни» и «Металлисту»). Бабангида прервал сухую серию «Металлиста» на отметке в 455 минут.
Сезон 2005/06 начал в «Олимпиакосе» на правах свободного агента. Играл в Лиге чемпионов против «Удинезе», «Валенсии» и «Лиона». Он редко забивал, но забил свой первый гол в Лиге чемпионов у себя дома против «Лиона», на 3 минуте; матч закончился проигрышем 1:4.
Летом 2007 присоединился к кипрскому «Аполлону» из Лимасола. Дебютировал 1 сентября 2007 в матче против АЕЛа из Лимасола.
31 июля 2009 года подписал контракт с «Кубанью», в состав которой был дозаявлен на следующий день — 1 августа, тогда же и дебютировал за новый клуб, выйдя на замену во втором тайме выездного матча против московского «Спартака». Всего за «Кубань» в том сезоне провёл 14 матчей в чемпионате, в которых забил 1 гол с пенальти.
В мае 2010 года было сообщено, что Аруна перешёл в немецкий «Майнц 05», с которым подписал трёхлетний контракт.

### Карьера в сборной
В сборной Нигерии дебютировал 20 августа 2003 года в товарищеском матче против сборной Японии в Токио (0:3).

## Достижения
- 3-е место на ЧМ до 23 лет
- 2-е место на Африканских играх до 23 лет
- 2-е место на ЧМ до 20 лет
- Чемпион Греции: 2005/06
- Обладатель Кубка Греции: 2005/06

## Личная жизнь
В его семье 10 братьев, включая его. Двое из них — Тиджани и Ибрагим — тоже профессиональные футболисты. 
9 мая 2024 года Тиджани и Ибрагим Бабангида попали в серьёзную автомобильную аварию. Ибрагим скончался от полученных травм, Тиджани выжил. 